# Glencoe (Alabama)
Glencoe is een plaats (city) in de Amerikaanse staat Alabama, en valt bestuurlijk gezien onder Calhoun County en Etowah County.

## Demografie
Bij de volkstelling in 2000 werd het aantal inwoners vastgesteld op 5152.
In 2006 is het aantal inwoners door het United States Census Bureau geschat op 5291, een stijging van 139 (2,7%).

## Geografie
Volgens het United States Census Bureau beslaat de plaats een oppervlakte van
41,7 km², waarvan 41,6 km² land en 0,1 km² water. Glencoe ligt op ongeveer 165 m boven zeeniveau.

## Plaatsen in de nabije omgeving
De onderstaande figuur toont de plaatsen in een straal van 16 km rond Glencoe.